# Rudka (gromada w powiecie chełmskim)
Rudka – dawna gromada, czyli najmniejsza jednostka podziału terytorialnego Polskiej Rzeczypospolitej Ludowej w latach 1954–1972.
Gromady, z gromadzkimi radami narodowymi (GRN) jako organami władzy najniższego stopnia na wsi, funkcjonowały od reformy reorganizującej administrację wiejską przeprowadzonej jesienią 1954 do momentu ich zniesienia z dniem 1 stycznia 1973, tym samym wypierając organizację gminną w latach 1954–1972.
Gromadę Rudka z siedzibą GRN w Rudce utworzono – jako jedną z 8759 gromad na obszarze Polski – w powiecie chełmskim w woj. lubelskim na mocy uchwały nr 7 WRN w Lublinie z dnia 5 października 1954. W skład jednostki weszły obszary dotychczasowych gromad Hniszów wieś, Marysin, Rudka wieś i Rudka kol. ze zniesionej gminy Świerże w tymże powiecie. Dla gromady ustalono 9 członków gromadzkiej rady narodowej.
1 stycznia 1958 gromadę zniesiono, włączając jej obszar do gromad: Ruda Huta (wieś Rudka, kolonię Rudka i osadę tartaczną Rudka) i Świerże (wieś Hniszów, kolonię Hniszów, kolonię Brzeziny, kolonię Wesołówka, kolonię Zofijówka, kolonię Marysin i kolonię Jamny) w tymże powiecie.